# Goggo Addi
Goggo Addi est une conteuse camerounaise d'expression peule, née en 1911 à Bibemi et morte en novembre 1999 à Garoua. En animant des soirées comme conteuse pendant plusieurs décennies, puis en acceptant, entre 1985 et 1989, de faire enregistrer et transcrire ses contes par Ursula Baumgardt, professeure d'université à l'Institut national des langues et civilisations orientales (INALCO) et chercheuse du CNRS, elle a contribué à transmettre et perpétuer une tradition orale d'Afrique de l'Ouest.

## Biographie
Elle est née en 1911, ou peut-être 1912, à Bibemi, au nord du Cameroun, dans une période mouvementée, avec l'expansion de la colonisation allemande et, quelques années auparavant, l'opposition mahdiste animée notamment par Goni Waday. Elle est la fille d'un riche commerçant d'origine peule musulmane, qui a quatre épouses. En 1914, cette famille quitte Bibemi pour Garoua. Son père meurt en 1916, l'année où la ville de Garoua est reprise aux Allemands par les Français. Elle vit ensuite avec sa mère, qui se remarie, et avec sa fratrie, dans des conditions matérielles plus difficiles,.
Mariée de force une première fois, elle quitte ce premier mari, et épouse, par choix, le fils d'un ami de son père. Mas ceci-ci se révèle violent, et elle est autorisée à divorcer par le moodibbo, le maître de religion. Elle revient s'installer à Bibemi, et y acquiert une réputation de conteuse dans les veillées réunissant les enfants et les femmes. Elle fait preuve d'une grande indépendance, se remarie encore à six reprises, mais n'a pas d'enfants : elle accouche à deux reprises d'enfants mort-nés,. Entre 1985 et 1989, elle est mise en contact par des membres de sa famille avec Ursula Baumgardt, professeure d'université à l'Institut national des langues et civilisations orientales (INALCO) et membre de l'Unité mixte de recherche Langage, Langues et Cultures d'Afrique Noire (LLACAN) du CNRS, et elle accepte de faire enregistrer et transcrire ses contes, dans des veillées auxquelles participent Ursula Baumgardt, ou des entretiens. Elles se revoient ensuite en 1993 et 1995. Elle décède à Garoua où elle est revenue s'installer, en novembre 1999.

## Œuvres
Les contes de Goggo Addi ne relèvent pas seulement de la transmission patrimoniale, mais aussi de la création individuelle. Elle a son répertoire, ses personnages, elle incarne dans son récit des voix narratives multiples qui correspondent à l'univers imaginaire qu'elle s'est construit. Et chaque énoncé d'un récit est adapté aussi en fonction de l'auditoire. Parmi les 70 contes relevés, certains sont des histoires fictives, encore appelés « mensonges », et d'autres correspondent à des sujets plus proches de la vie réelle,.
Le répertoire comprend des contes originaux et de nouvelles versions de contes-types, c'est-à-dire de grands classiques du répertoire général peul et même de l'Afrique de l'ouest, comme : « Le garçon et le lionceau », « La fille de beurre », « La fille sans mains », « L'oiseau qui n'est jamais rassasié », etc.,. Un autre exemple de conte-type est « La fille difficile » : une fille qui exige de choisir elle-même son époux. Ce sujet, subversif par rapport à la coutume (la rupture finale permettant généralement de confirmer la validité de la coutume), permet d'aborder des thèmes variés de la relation avec les parents, de l'exogamie, de la contestation de l'autorité coutumière, de l'identité familiale, des liens d'alliance et des liens de sang, etc.. Parmi les contes sur des thèmes rares peuvent être cités la mère-sorcière qui s'attaque à sa fille, ou encore l'épouse qui sauve son mari parti à la guerre.